# Adolf Willareth
Adolf Willareth (* 10. Dezember 1874 in Ihringen; † 19. Februar 1953 in Heidelberg) war ein deutscher Pädagoge.

## Werdegang
Nach einer Volksschullehrerausbildung und mehrjährigen Sprachstudien im Ausland wurde Adolf Willareth Reallehrer. Er arbeitete an Volks- und Bürgerschulen, bis er 1900 an die Handelsschulabteilung der Realschule Pforzheim und 1902 an die neugegründete Handelsschule in Mannheim versetzt wurde. Dies bewog ihn dazu, an der Handelshochschule Leipzig zu studieren, wo er 1905 die Handelslehrerprüfung ablegte.
1906/07 kehrte er als Dozent für Handelswissenschaften an die Handelshochschule Mannheim zurück. In den folgenden Jahren war er Direktor mehrerer Handelsschulen, ab 1908 in Konstanz, ab 1911 in Pforzheim und ab 1924 in Heidelberg. In Heidelberg leitete er zugleich auch die erste deutsche Hotelfachschule (1925–1933).
Dank seiner pädagogischen, wirtschaftswissenschaftlichen und kaufmännischen Kompetenzen wurde er von 1924 bis 1933 Lehrbeauftragter für Handelsschulpädagogik an der Handelshochschule Mannheim. Nach Ende des Zweiten Weltkriegs übernahm er im Alter von 71 Jahren die Betreuung des pädagogischen Handelslehrerstudiums und die Leitung des Wirtschaftspädagogischen Seminars an der Hochschule Mannheim (1946 bis 1953).
Willareth starb am 9. Februar 1953 auf dem Weg zu seinen Vorlesungen.

## Ehrungen
- 1951: Verleihung des Titels Professor durch das Land Baden-Württemberg
- Ehrensenator der Wirtschaftshochschule Mannheim
- 1952: Verdienstkreuz am Bande der Bundesrepublik Deutschland